# Conversa de Botas Batidas
"Conversa de Botas Batidas" é uma música da banda carioca Los Hermanos, sendo o décimo primeiro single do seu terceiro álbum, lançado em 7 de maio de 2003. A música tem um nome sugestivo, representando uma conversa entre pessoas que morreram, como o nome da música situa 'bateram as botas'. "Esse é só o Começo do Fim da Nossa Vida", uma estrofe da música, se tornou o nome do documentário da banda, o longa-metragem que acompanha o retorno de Los Hermanos, após cinco anos afastada dos palcos.

## História
Em 25 de setembro de 2002, desabou um edifício de 5 andares no Rio de Janeiro onde funcionavam um restaurante e o Hotel Linda do Rosário, conhecido popularmente como “Motel do Banco do Brasil”, devido a uma reforma ilegal. Os bombeiros encontraram os corpos de um casal que estava dentro de um dos quartos: Maria das Graças Mendes Rocha, de 47 anos, e de Ruy Diniz, de 71 anos. Ronaldo, filho do homem, pediu que o nome do pai não fosse divulgado para que sua imagem não fosse denegrida. O porteiro Raimundo Barbosa de Melo havia percebido estalos e pedaços de parede se soltando, por isso pedira que os outros funcionários evacuassem o prédio. Disse que tentou ir até o quarto do casal, tocou a campainha e bateu na porta, mas ninguém respondeu, então deixou o prédio.
Fãs da banda especulam que essa trágica história tenha sido a inspiração da música Conversa de botas batidas, publicada não muito tempo depois. Segundo eles, a música imagina a última conversa entre dois amantes secretos momentos antes da morte, quando decidem permanecer juntos e parar de se esconder. A música seria um diálogo do casal que se ama, que sabe que o fim está chegando e tudo o que querem é curtir cada minuto que lhes restam. Eles só queriam o amor e nada, nem mesmo a queda de um hotel, atrapalharia o casal.
O incidente do hotel inspirou a obra Linda do Rosário, de Adriana Varejão, que destaca o contraste entre o humano e o artificial: a carne não parece ultrapassar o seu espaço delimitado, o espaço entre as duas paredes.

## Versões
O cantor Cícero Lins regravou a canção em 2012, ganhando como Versão do Ano Prêmio Multishow.
A Orquestra Petrobras Sinfônica fez uma releitura orquestrada não só dessa música como de todo o álbum em 2016 e a executou ao vivo em Porto Alegre em 2017